# Etheostoma moorei
Etheostoma moorei là một loài cá thuộc họ Percidae. Nó là loài đặc hữu của Hoa Kỳ.
Tháng 7 2010, Cục đời sống hoang dã và cá Hoa Kỳ đã kiến nghị đưa loài này vào nhóm có nguy cơ.